# James Hubert Price
James Hubert Price (7 de setembro de 1878 – 22 de novembro de 1943) foi um político americano eleito 53.º governador da Virgínia em 1937, durante a Grande Depressão, e ficou conhecido como o "Governador do New Deal" da Commonwealth. Apesar da oposição da Organização Byrd, Price, um advogado e empresário da Virgínia, aprovou muitos programas sociais e implementou outros programas federais para beneficiar os virginienses. Price já havia representado Richmond como um de seus delegados na Câmara dos Delegados da Virgínia por mais de uma década (1916–1930), bem como serviu como vice-governador por dois mandatos começando em 1930. 